# Antonio M. Ruiz
Antonio M. Ruiz (Texcoco, Estado de México, 2 de septiembre de 1892 – Ciudad de México, 9 de octubre de 1964), fue un pintor y diseñador escénico mexicano, también conocido por su apodo de la niñez "El Corzo" o "El Corcito" el cual le fue otorgado por su parecido físico a un popular torero español.

## Vida personal
Ruiz nació en Texcoco, México; su padre fue un médico y su madre una pianista de concierto. Su abuelo fue un pintor también. Ruiz y su familia se mudaron a la Ciudad de México en su niñez y pasó la mayor parte de su vida de adulto allí. Tanto su madre como su padre murieron cuando era joven, por lo que recurrió a la educación como su apoyo.
Ruiz conoció a Merced Pérez Correa en 1925 y le propuso matrimonio pero su padre la embarcó hacia Nueva York. Esto hizo que Antonio viajara a los Estados Unidos de América donde trabajó diseñando sets para Hollywood. Cuando Merced regresó a México en 1927, Antonio también regresó. Se casaron en 1927 y vivieron en Villa de Guadalupe con sus dos hijas, Marcela y Vilma. Los mejores amigos de Ruiz fueron Frida Kahlo, Juan O'Gorman, Gabriel Fernández Ledesma y Miguel Covarrubias. Ruiz tuvo una hemorragia cerebral en 1961 y murió en la Ciudad de México en 1964.

## Educación
Al principio, Ruiz fue enviado a una escuela de formación religiosa en Morelia pero después estudió arquitectura y pintura en la Academia de San Carlos, ahora la Facultad de Artes y Diseño de la UNAM, a la edad de 17 en 1914.  Estudió con Manuel Rodríguez Lozano, Miguel Covarrubias, Julio Castellanos, Rufino Tamayo, Agustín Lazo, Luis Ortiz Monasterio, Gabriel Fernández Ledesma y Carlos Mérida. También estudió en el Instituto Nacional de Bellas Artes y en la Escuela Nacional Preparatoria. Por cuenta propia, fue principalmente influenciado por Saturnino Herrán y Germán Gedovius cuando fueron sus profesores en la Escuela Nacional de Bellas Artes. Más tarde pintó bajo la inspiración de los artistas flamencos, Miguel Covarrubias. En un momento, también indagó en el surrealismo, mostrado su implicación en la Exhibición Internacional Surrealista Mexicana de 1940.

## Carrera
Durante su tiempo en la Academia de San Carlos fue dibujante en el Ministerio de Comunicaciones, la Administración Federal de Ferrocarriles (en el Departamento de Bibliotecas y Servicios Gráficos) y entonces en el Ministerio de Trabajos Públicos.
Ruiz pasó la mayor parte de su carrera enseñando. De 1921 a 1924,  enseñó a dibujar en escuelas primarias en Ciudad de México. También trabajó como profesor en la Escuela de Ingeniería y Arquitectura en la Ciudad de México. Fue un Profesor de Perspectiva y Escenografía en la Academia de San Carlos. En 1942 comenzó a enseñar bellas artes en Escuela Nacional de Pintura, Escultura y Grabado "La Esmeralda" cuando asumió el cargo de director. Nunca estuvo muy implicado en el movimiento del muralismo mexicano patrocinado por José Vasconcelos debido a su carrera como profesor.
En 1941 Ruiz colaboró con otros artistas de todas las formas diferentes como el compositor Manuel M. Ponce, el pintor Ángel Zárraga, el periodista Vito Alessio Robles y el dramaturgo Rodolfo Usigli en una publicación llamada Semanario de Cultura Mexicana.
Ruiz tuvo muchas exposiciones en los Estados Unidos: Nueva York, Filadelfia, Washington D. C., Chicago, Colón, Ohio, San Francisco, y Pittsburgh, junto con exposiciones en Ciudad de México, Toronto, Quebec, Buenos Aires, y Sevilla. Sus exhibiciones en Nueva York se llevaron a cabo en el Museo de Arte Moderno, la Galería Valentine, y el Museo Metropolitano de Arte. Ruiz Mostró El Orador, El Sueño de Malinche durante la Exposición Surrealista Internacional en la Galería de Arte Mexicano en la Ciudad de México. Los críticos llamaron a estas dos obras como "ejemplos estilísticos de realismo mágico". Esta exposición fue organizada por nombres tan grandes como Wolfgang Paalen, André Breton y César Moro. Actualmente, ocho de sus pinturas se encuentran en el Museo de la Secretaría de Hacienda y Crédito Público.
A pesar de que fue un artista muy influyente, Ruiz nunca tuvo una gran exposición en solitario porque era un pintor muy lento . Se tomaba su tiempo, a veces solo produciendo tres o cuatro pinturas al año. Esto puede ser atribuido a la atención inmensa que le ponía a los detalles en sus pinturas.
Por su estilo, Ruiz fue un pintor de la vida diaria. Trabajos como La Carrera de Bicicleta, Texcoco y El Verano son ejemplos de esto. También pasó mucho tiempo trabajando con surrealismo, como se muestra en sus pinturas El Sueño de Malinche y El Orador. Estaba muy preocupado por el detalle y tenía un estilo muy específico para sus pinturas. Sus obras no tenían un tono sombrío, y comúnmente le inyectaba humor a sus pinturas. Como Helm lo señala, Ruiz "ve la comedia sin perder de vista la tragedia".  A diferencia de los muralistas de su tiempo, Ruiz creó pinturas de formato pequeño, aunque en un punto de su carrera creó seis murales transportables al temple de huevo.
En 1963 Ruiz se retiró de la enseñanza. En ese año el Seminario de Cultura Mexicana hizo una retrospectiva de su trabajo como homenaje.

### Escenografía
Como diseñador escénico,  fue a Hollywood y trabajó para los Estudios Universal como asistente en el diseño de los sets de película de 1925 a 1927 y nuevamente en 1936. Después continuó su trabajo en México para crear diseños en teatros, ballets, y cine.  Ruiz trabajó con Julio Castellanos en la decoración de Diferente de Eugene O'Neill en 1934. También trabajó en la escenografía para "El gesticulador" de Usigli en el Palacio de Bellas Artes en 1947 abriendo la temporada del Teatro Mexicano. Ruiz contribuyó como diseñador de escenografía y vestuario para la producción de teatro Anfitrión 38, creada por Julio Bracho. Su trabajo en el teatro y  de escenógrafo lo llevaron a producir una partitura de ballet en 1949 llamada La Sirena y el Mar. Continuó trabajando en el diseño del set hasta su muerte.

### Colaboración con Miguel Covarrubias
Miguel Covarrubias impulsó los seis murales móviles de Ruiz, titulados Esplendor del Pacífico. Ruiz fue ayudante a Covarrubias al pintar seis murales titulados: Fauna y Flora del Pacífico, Pueblos, Arte y Cultura, Economía, Viviendas Nativas, y Medios de Transporte Nativos. Fueron creados para la Exposición Internacional del Golden Gate (GGIE por sus siglas en inglés) en 1939, más tarde fueron trasladados al Museo americano de Historia Natural en Nueva York. Todos pero el mural Arte y cultura fue regresados a San Francisco y mostrado en Windows of the World. Esa pieza se perdió y aún nadie sabe cuál es su paradero. Hoy Flora y Fauna del Pacífico se encuentra en el M. H. de Young Museo Conmemorativo en San Francisco.

### Trabajo en Escuela Nacional de Pintura, Escultura y Grabado "La Esmeralda"
En 1943, Antonio Ruiz, sucedió a Guillermo Ruiz en la dirección de la Escuela Nacional de Pintura, Escultura y Grabado "La Esmeralda". Ruiz básicamente reformó la "Esmeralda", de modo que fuera considerada como una escuela de arte oficial de la Secretaría de Educación Pública. Anteriormente era la Escuela de Talla de Madera de la Secretaría de Educación Pública.
Ruiz dijo lo siguiente acerca "La Esmeralda": "el eslogan de esta escuela está basado en el espíritu presente de la reconstrucción nacional, y esa es su razón de ser, y tiene que ser, trabajo y estudio, factores indispensables para estimular el resurgimiento espiritual de las artes mexicanas."

### El sueño de la Malinche
El sueño de la Malinche, obra creada en 1939, es una de las pinturas más conocidas de Ruiz. Su personaje principal, La Malinche, fue la guía, intérprete y amante de Hernán Cortés durante la conquista española del Imperio azteca. Es un símbolo de la población indígena pero también de la traición a su pueblo, y una de las razones principales del por qué los conquistadores fueron capaces de derrotar a los mexicas. En la pintura, La Malinche duerme en una cama moderna, con una pared agrietada detrás de ella y una manta dibujada a su alrededor. En la manta yace un paisaje mexicano con un templo religioso colonial en el punto más alto y áreas residenciales extendiéndose sobre los cerros. Edward Lucie-Smith señaló, sobre la implicación de esta pintura que "El pasado indio de México aún dormita debajo de las trampas del presente europeo."

### Obras seleccionadas
- Alegoría teatral (1923)
- El organillero (1925)
- Woman Ironing' (1928)
- The Lottery Ticket (1932)
- El Sueño de la Malinche (1939)
- Schoolchildren on Parade (1936)
- The Shop-Window (1937)
- Verano (1937)
- The Bicycle Race, Texcoco (1938)
- Serenata (1938)
- Leader Making a Speech (1939)
- Marionettes (1939)
- The New Rich (1941)
- Estreno de la pulquería (1941)
- Las Changuitas (1943)
- Fotografía de un escenario teatral suyo (1946)
- Felicitation para 1947 (1947)
- Indolandia indivisa y libre (1953)
- Autorretrato (1956)
- La Soprano (1949)